# نظرية النفاذ الاجتماعي
تقترح نظرية النفاذ الاجتماعي «إس بي تي» أنه مع تطور العلاقات، ينتقل التواصل بين الأشخاص «التواصل الشخصي» من مستويات ضحلة وغير حميمة نسبيًا إلى مستويات أعمق وأكثر حميمية. صُيغت النظرية من قبل علماء النفس «إيروين ألتمان» و «دالماس تايلور» في عام 1973 لفهم تطور العلاقة بين الأفراد. لاحظ ألتمان وتايلور أن العلاقات «تنطوي على مستويات مختلفة من العلاقة الحميمة للتبادل أو درجة من النفاذ الاجتماعي». تُعرف «إس بي تي» بأنها نظرية موضوعية بدلاً من النظرية التفسيرية، بمعنى أنها تستند إلى بيانات مُستمدة من التجارب وليس من استنتاجات تستند إلى تجارب الأفراد الخاصة.
تنص «إس بي تي» على أن تطوير العلاقة يحدث بشكل أساسي من خلال الإفصاح عن الذات، أو الكشف عن قصد عن معلومات شخصية مثل الدوافع الشخصية والرغبات والمشاعر والأفكار والخبرات للآخرين. وتسترشد هذه النظرية أيضًا بالافتراضات القائلة بأن تطور العلاقة منهجي ويمكن التنبؤ به. من خلال الإفصاح عن الذات، تتبع تنمية العلاقة مسارًا معينًا، حيث تنتقل من طبقات التبادل السطحية إلى الطبقات الأكثر حميمية. الإفصاح عن الذات هو الطريقة الرئيسية لإيصال العلاقة إلى مستوى جديد من الحميمية. تقوم «إس بي تي» أيضًا بفحص عملية إلغاء النفاذ وكيف تتراجع بعض العلاقات مع مرور الوقت وتنتهي في النهاية.

## الافتراضات
تستند «إس بي تي» على أربع فرضيات رئيسية:
- ينتقل تطور العلاقة من الطبقات السطحية إلى الطبقات الحميمة.

على سبيل المثال، في الموعد الأول، يميل الناس إلى عرض صورتهم الخارجية فقط، ويتحدثون عن الهوايات. مع تقدم التنمية العلائقية، يتم تضمين موضوعات أوسع وأكثر إثارة للجدل مثل الآراء السياسية في المحادثات.
- تتطور العلاقات الشخصية بطريقة منهجية ويمكن التنبؤ بها بشكل عام.

يشير هذا الافتراض إلى إمكانية التنبؤ بتطور العلاقة. على الرغم من أنه من المستحيل توقع المسار الصحيح والدقيق للتنمية العلائقية، إلا أن هناك مسارًا معينًا يجب اتباعه. كما يلاحظ ألتمان وتايلور، «يبدو أن الناس يمتلكون آليات ضبط حساسة للغاية تمكنهم من برمجة علاقاتهم الشخصية بعناية.».
- التنمية العلائقية يمكن أن تتحرك إلى الوراء، مما يؤدي إلى إزالة النفاذ والفسخ.

على سبيل المثال، بعد معارك طويلة وشرسة، قد يقرر الزوجان اللذان خططا للزواج في الأصل الانفصال ويصبحان غرباء في النهاية.
- الإفصاح عن الذات هو المفتاح لتسهيل تطوير العلاقة.

الإفصاح عن الذات يعني الكشف عن المعلومات الشخصية ومشاركتها مع الآخرين. إنه يمكّن الأفراد من معرفة بعضهم البعض ويلعب دورًا مهمًا في تحديد المدى الذي يمكن أن تقطعه العلاقة، لأن الاستكشاف التدريجي لذواتهم المتبادلة أمر ضروري في عملية النفاذ الاجتماعي.

## الإفصاح عن الذات
الإفصاح عن الذات هو كشف هادف للمعلومات الشخصية لشخص آخر. قد يتضمن الإفصاح مشاركة كل من المعلومات عالية المخاطر ومنخفضة المخاطر بالإضافة إلى الخبرات الشخصية والأفكار والمواقف والمشاعر والقيم والحقائق السابقة وقصص الحياة، وحتى الآمال والأحلام والطموحات والأهداف المستقبلية. عند مشاركة المعلومات حول أنفسهم، يتخذ الأشخاص خيارات بشأن ما يجب مشاركته ومع من يشاركه. يعتقد ألتمان وتايلور أن انفتاح الذات الداخلية للآخرين هو الطريق الرئيسي للوصول إلى العلاقات الحميمة.
بالنسبة لسرعة الإفصاح عن الذات، كان ألتمان وتايلور مقتنعين بأن عملية النفاذ الاجتماعي تتحرك بسرعة في المراحل الأولى من العلاقة وتبطئ بدرجة كبيرة في المراحل اللاحقة. أولئك الذين لديهم القدرة على تطوير نتائج مكافأة/تكلفة إيجابية طويلة الأجل هم نفس الأشخاص القادرين على مشاركة التطابقات المهمة بين اتساع الفئات. إن تقييم المكافأة/التكلفة المبكر له تأثير قوي على ردود أفعال العلاقة ومشاركتها، وتلعب التوقعات في العلاقة فيما يتعلق بالمستقبل دورًا رئيسيًا في نتائج العلاقة.

### الإفصاح المتبادل
الإفصاح عن الذات هو أمر متبادل، لا سيما في المراحل الأولى من تطوير العلاقة. يُعد مبدأ التبادل هو عنصر لا غنى عنه في «إس بي تي». الإفصاح المتبادل هو عملية يقوم فيها شخص بحيث يكشف عن معلومات شخصية بمستوى حميمي معين، بدوره يقوم الشخص الآخر بالكشف عن معلومات من نفس المستوى. إنه كشف ثنائي الاتجاه، أو كشف متبادل. يمكن أن يؤدي الإفصاح المتبادل إلى حث المشاعر الإيجابية والمرضية ودفع عجلة التطور العلائقية إلى الأمام. وذلك لأن الإفصاح المتبادل يحدث بين الأفراد، مما قد يجعلهم يشعرون بشعور من الإنصاف العاطفي. يحدث الإفصاح المتبادل عندما يبادل انفتاح شخص بنفس درجة الانفتاح من الشخص الآخر. على سبيل المثال، إذا أراد شخص ما طرح تجربته بموضوع حميم (خاص) مثل زيادة الوزن أو طلاق الوالدين، فيمكن للشخص الذي يتحدث إليه أن يرد بالمشاركة في تجربته الخاصة.

### إلغاء النفاذ
إلغاء النفاذ هو عملية تدريجية للانسحاب من طبقة تلو الأخرى ويتسبب في تحرك العلاقة ومستوى العلاقة الحميمة إلى الوراء والتلاشي. وفقًا لما قاله ألتمان وتايلور، عندما يحدث إلغاء النفاذ، «يجب أن يتحول التبادل الشخصي إلى الخلف من مناطق أكثر حميمية إلى مناطق أقل حميمية، ويجب أن ينخفض اتساع المناطق الحميمية من أكبر إلى أقل، يجب أن ينخفض بالاتساع أو الحجم، ونتيجة لذلك، يجب أن يتقلص الإقحام التبادلي التراكمي الكلي». سوف تتدهور الصداقة الحميمة بين شخصين إذا بدأوا إغلاق مناطق حياتهم التي كانت قد فتحت في وقت سابق. تراجع العلائقية يستعيد ما تم تبادله في وقت سابق في بناء علاقة.
من المحتمل ألا تتحلل العلاقات في خلاف متفجر ولكن في برود تدريجي للتمتع والرعاية. الجدير بالملاحظة هو أن «تولستيدت» و «توكس» اكتشفوا أنه في عملية إلغاء النفاذ، يتناقص اتساع الإفصاح الذاتي، بينما يزداد عمق الإفصاح الذاتي. لأنه عندما يتم حل العلاقة الحميمة، فإن مجموعة واسعة من الأحكام والمشاعر والتقييمات، وخاصة السلبية منها، تشارك في المحادثات.

### الاتصالات التعبيرية في الإفصاح الذاتي
خلال المراحل المقبلة من الارتباط إلى الانهيار في العلاقة، يستخدم الشركاء في كثير من الأحيان أشكالًا فريدة من الاتصالات، مثل الأسماء المستعارة والتعابير، للإشارة إلى بعضهم البعض. يُعرف هذا بالاتصال التعبيري، وهي ظاهرة يُقال إنها تحدث في كثير من الأحيان بين الأزواج في مرحلة الارتباط من العلاقة. أفاد الأزواج الذين يجدون أنفسهم ينهارون أن التواصل التعبيري، والذي يمكن أن يشمل إهانات مغيظة ولغة استفزازية شخصية أخرى، يكون له عمومًا تأثير سلبي على العلاقة ككل. لذلك، يعمل هذا الشكل الشخصي من الاتصالات كمحافظ على العلاقة ويجب ألا يؤخذ بالضرورة كعلامة على أن الزوجين يتحركان للأعلى أو للأسفل في مسار علاقتهما.

### الحواجز
هناك عدة عوامل يمكن أن تؤثر على مقدار الإفصاح الذاتي بين الشركاء: الجنس والعرق والدين والشخصية والوضع الاجتماعي والخلفية العرقية. على سبيل المثال، يميل الأصدقاء الأمريكيون إلى مناقشة مواضيع حميمة مع بعضهم البعض، بينما من المرجح أن يناقش الأصدقاء اليابانيون مواضيع سطحية. قد يشعر المرء أقل ميلا إلى الكشف عن المعلومات الشخصية إذا كان ذلك من شأنه أن ينتهك معتقداتهم الدينية. يمكن كونك جزءًا من الأقلية الدينية أن يؤثر أيضًا على مدى شعور المرء بالراحة في الكشف عن المعلومات الشخصية. في العلاقات الرومانسية، من المرجح أن تفصح النساء عن ذاتهن أكثر من نظرائهن الرجال. غالباً ما يمتنع الرجال عن التعبير عن المشاعر العميقة خوفًا من وصمة العار الاجتماعية. يمكن أن تؤدي هذه الحواجز إلى إبطاء معدل الإفصاح عن الذات وحتى منع تكوين العلاقات. من الناحية النظرية، كلما زاد تباين شخصين، أصبح الإفصاح عن الذات أكثر صعوبة أو غير مرجح.

### الانعكاس الأخلاقي: الانانية الأخلاقية ل«إبيكورس»
الأنانية الأخلاقية:الاعتقاد بأن الأفراد يجب أن يعيشوا حياتهم من أجل تعظيم متعتهم وتقليل آلامهم.
يشار إلى مبدأ الحد الأدنى الذي يرتكز عليه نظرية التبادل الاجتماعي، وبالتالي نظرية النفاذ الاجتماعي أيضًا، على أنه الأنانية النفسية. يعكس المصطلح قناعة العديد من علماء الاجتماع بأننا جميعًا مدفوعون بالمصلحة الذاتية. على عكس معظم علماء الاجتماع الذين يقصرون دراستهم على ما هو أكثر مما ينبغي أن يكونوا، يدعي الأنانيون الأخلاقيون أننا يجب أن نتصرف بأنانية. إن الصحيح والجيد بالنسبة لنا أن نبحث عن رقم واحد.
عرف إبيكورس، الفيلسوف اليوناني الذي كتب بعد سنوات قليلة من وفاة أرسطو، أن الحياة الجيدة هي الحصول على أكبر قدر ممكن من المتعة: «ابصق على النبلاء والمعجبين بهم عندما لا يحتوي الأمر على عنصر من دواعي سروري.»5 على الرغم من ارتباط موقفه غالبًا بالقول المأثور «تناول الطعام والشراب وكن مرحًا»، إلا أن إبيكورس أكد في الواقع على ملذات الصداقة السلبية والهضم الجيد، وقبل كل شيء، غياب الألم. وحذر قائلا «لا يحتوي الشر في حد ذاته على عنصر من عناصر السرور، ولكن الأشياء التي تنتج متع معينة تنطوي على إزعاج عدة مرات أكثر من الملذات بأنفسهم.» لا يوجد أي خطر للكشف، لكن بما أننا لا يمكن أن نكون على يقين من أنه لن يتم اكتشاف أكاذيبنا، فإنه لا يوصي بالخداع.
وردد عدد قليل من الفلاسفة الآخرين دعوة الأبيقوري للقلق الأناني. وصف توماس هوبز الحياة بأنها "سيئة، وحشية وقصيرة" ودعا إلى مفاضلات سياسية من شأنها أن تكسب قدراً من الأمن. نصح آدم سميث، الأب الروحي للرأسمالية، كل شخص بالسعي لتحقيق ربحه. أعلن فريدريش نيتشه موت الله وذكر أن الروح النبيلة لها تقديس لنفسها. خصصت الكاتبة الأنانية آين راند روايتها "ذا فاونتين هيد The Fountainhead " لإثارة احترام الرجل لذاته وقداسة سعادته على الأرض." 7 بالطبع، قد تكون المشورة الأخلاقية لإبيكورس وهوبز ونيتشه وراند موضع شك. إذا كان مستشارهم يعكس معتقداتهم باستمرار، فإن كلماتهم تحدث لمصلحتهم الخاصة، وليس لمصلحتنا.

## ابرز الانتقادت الموجه للنظرية
نظرية النفاذ الاجتماعي هي تفسير ثابت ومألوف لكيفية تطور التقارب في العلاقات المستمرة. لقد أثبتت صورة Altman وTaylor عن الأوتاد المتعددة التي تخترق بصل متعدد الطبقات بعمق أنها نموذج مفيد لزيادة الحميمية. ولكن كما وصف هؤلاء المنظرون يستمر الأشخاص في إعادة تقييم علاقاتهم في ضوء التجارب الجديدة، فمن المنطقي بالنسبة لنا أن نعيد النظر في الافتراضات والمزاعم الأساسية لنظريتهم. نظرية النفاذ الاجتماعي لديها العديد من النقاد.
كما تقرأ في الفصل 13، تجادل بيترونيو بعض الافتراضات الأساسية لنظرية النفاذ الاجتماعي. إنها تعتقد أنه من التبسيط مساواة الإفصاح عن الذات مع التقارب العلائقي. قد يؤدي ذلك إلى العلاقة الحميمة، لكن قد يكشف الشخص عن معلومات خاصة لمجرد التعبير عن نفسه أو إطلاق التوتر أو السيطرة على العلاقة. في هذه الحالات، لا يرغب المتحدث بالضرورة أن يحقق رابطة أقوى مع الصديق الحميم.  إذا انصرف المستمع أو ابدى شعورا ر بالاشمئزاز مما قيل، يمكن أن يكون التراجع سريعًا. تشكك بترونيو أيضًا في وجهة نظر ألتمان وتايلور حول بنية الشخصية. يفرض نموذج طبقة البصل لنظرية النفاذ الاجتماعي حدودًا ثابتة تزداد سُمكًا عندما يشير أحدها إلى قلب الشخصية الداخلية. في المقابل، بالنسبة لبترونيو Petronio، يتم إنشاء حدود الخصوصية الخاصة بنا شخصيًا، وغالبًا ما تتغير، وتكون قابلة للنفاذ كثيرًا.
علماء العلاقة الشخصية الآخرين غير مرتاحين لاستخدام التمان وتايلور لتحليل التكلفة والمكافأة لشرح الدافع التفاضلي للنفاذ.  هل يمكن اختلاط مزيج معقد من المزايا والعيوب بمؤشر رقمي واحد؟ وبافتراض أنه يمكننا التنبؤ بقيمة النتائج العلائقية، فهل نحن أنانيون باستمرار لدرجة أننا نختار دائمًا ما نحسبه هو في مصلحتنا الخاصة؟ جوليا وود، وهي منظّرة اتصالات مرتبطة بنظرية المواقف (انظر الفصل 35)، تقول متشككة في ذلك: «التركيز في نظريات التبادل هو مكاسب ونتائج الفرد؛ وهذا التركيز غير قادر على معالجة مسائل مثل التعاطف والرعاية والإيثار والإنصاف وغير ذلك من القضايا الأخلاقية التي يجب أن تكون محورية في العلاقات الشخصية.» 12 بالنسبة لها والباحثين المتشابهين في التفكير، فإن الحياة العلائقية لها جوهر إنساني لا يمكن الوصول إليه من خلال الحسابات الاقتصادية البحتة.
يعتقد عالم النفس بجامعة نورث داكوتا بول رايت أن بيت وجون يمكنهما التقارب بالقدر الكافي عندما تصبح علاقتهما غير مدفوعة   بالاهتمام الذي يركز على الذات لتحقيق مكاسب شخصية.
المصدر: Griffin, E. (2006). A first look at communication theory